# Hults landskommun
Hults landskommun var tidigare en kommun i Jönköpings län.

## Administrativ historik
När 1862 års kommunalförordningar trädde i kraft den 1 januari 1863 inrättades i Sverige cirka 2 400 landskommuner samt 89 städer och ett mindre antal köpingar.
Då inrättades i Hults socken i Södra Vedbo härad i Småland denna kommun.
Vid kommunreformen 1952 uppgick denna landskommun i Höreda landskommun.
1971 uppgick sedan denna kommunen i den nybildade Eksjö kommun

## Politik

### Mandatfördelning i Hults landskommun 1938-1946
| 8 | 6 | 5 | 1 |

| 19 |

| 6 | 2 | 6 | 5 | 1 |

| 19 |

| 7 | 7 | 5 | 1 |

| 20 |